# Aquilegia paui
Aquilegia paui là một loài thực vật có hoa trong họ Mao lương. Loài này được Font Quer mô tả khoa học đầu tiên năm 1920.

## Hình ảnh

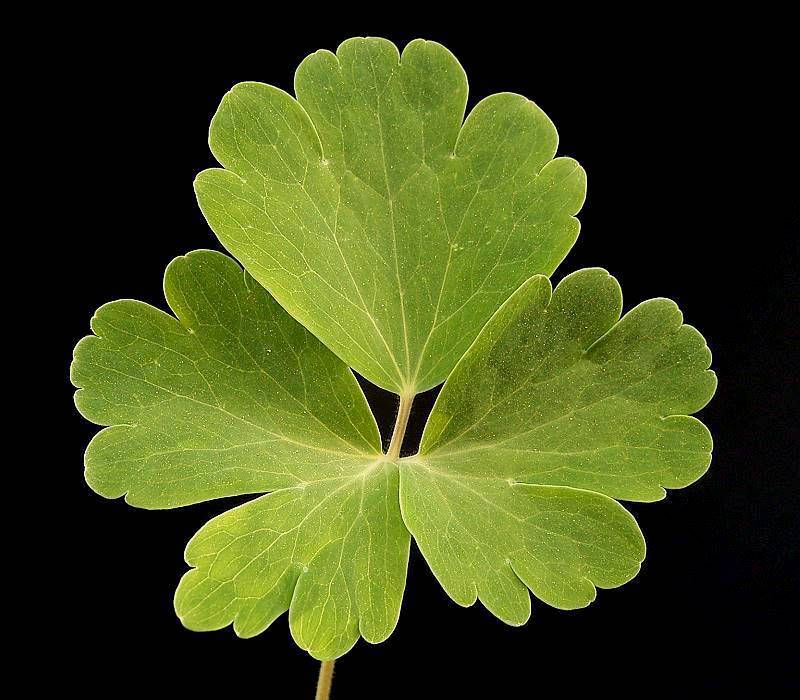
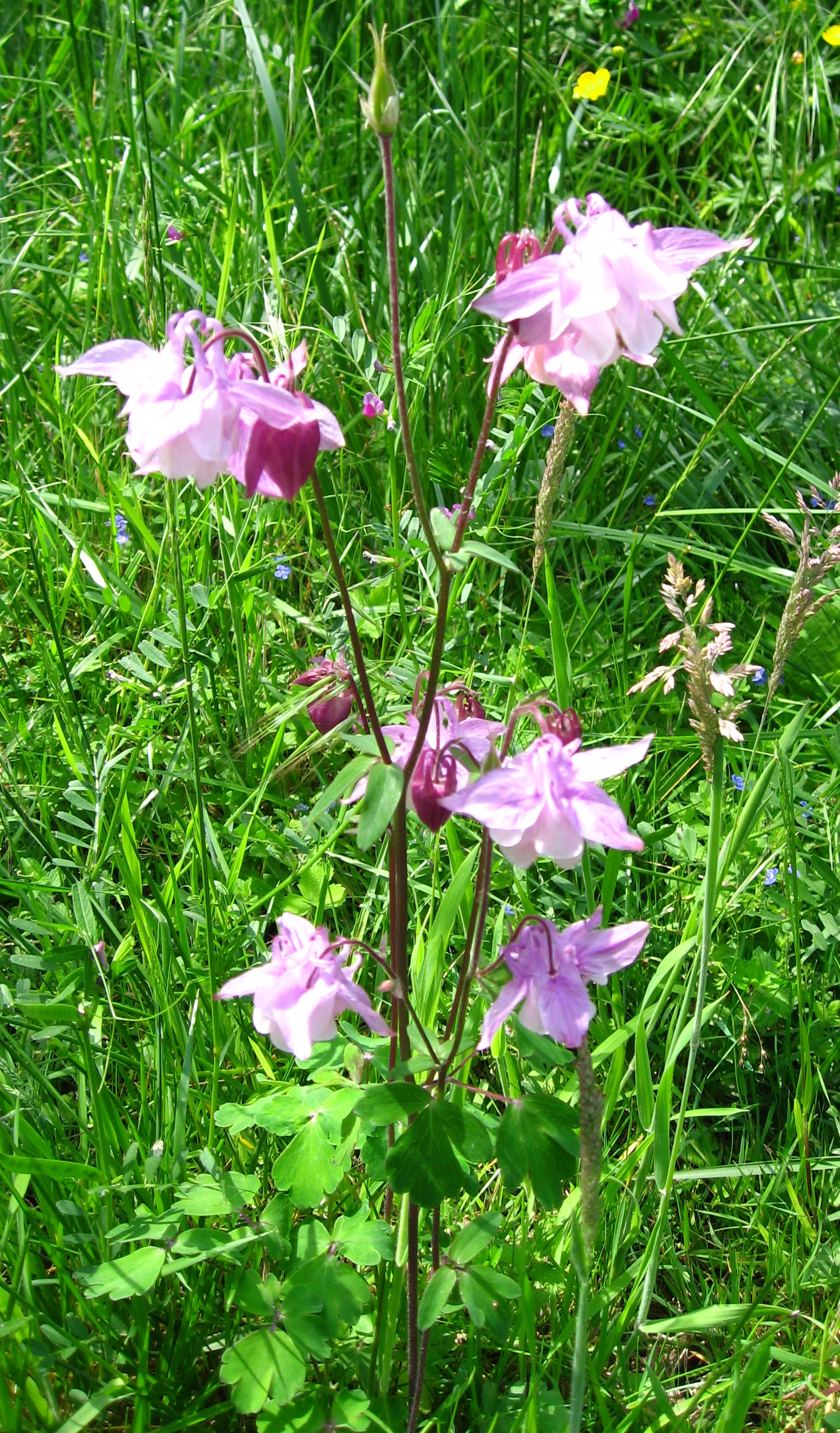
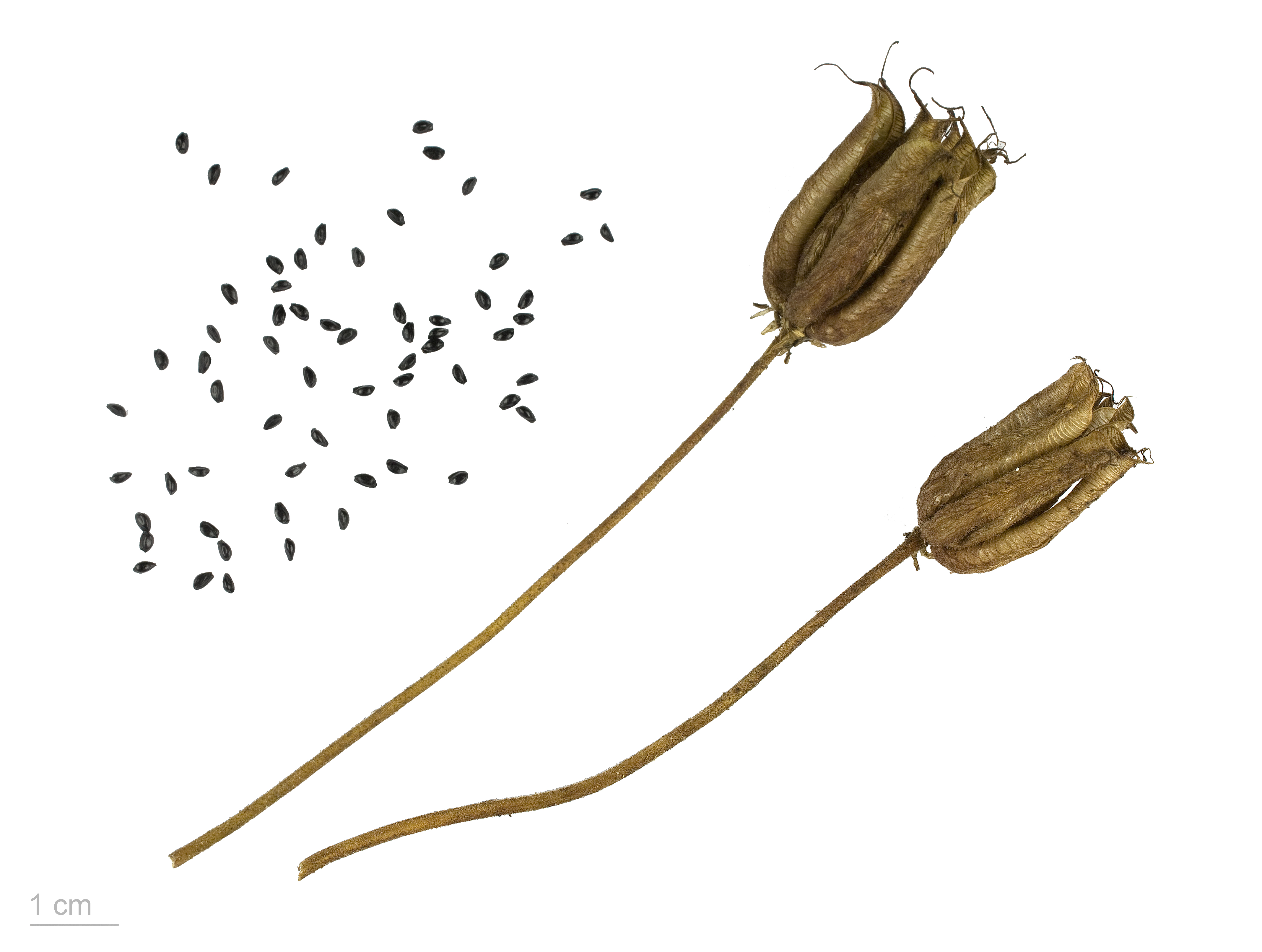